# Avnet
Avnet, Inc. (NASDAQ: AVT

) er en amerikansk distributør af elektroniske komponenter med hovedkvarter i Phoenix, Arizona. Virksomheden er navngivet efter Charles Avnet, som begyndte at sælge radio-dele i 1921. Selskabet blev registreret i 1955 og børsnoteret i 1961. De har 14.500 ansatte og en årsomsætning på 27 mia. $.